# Leo Harrington

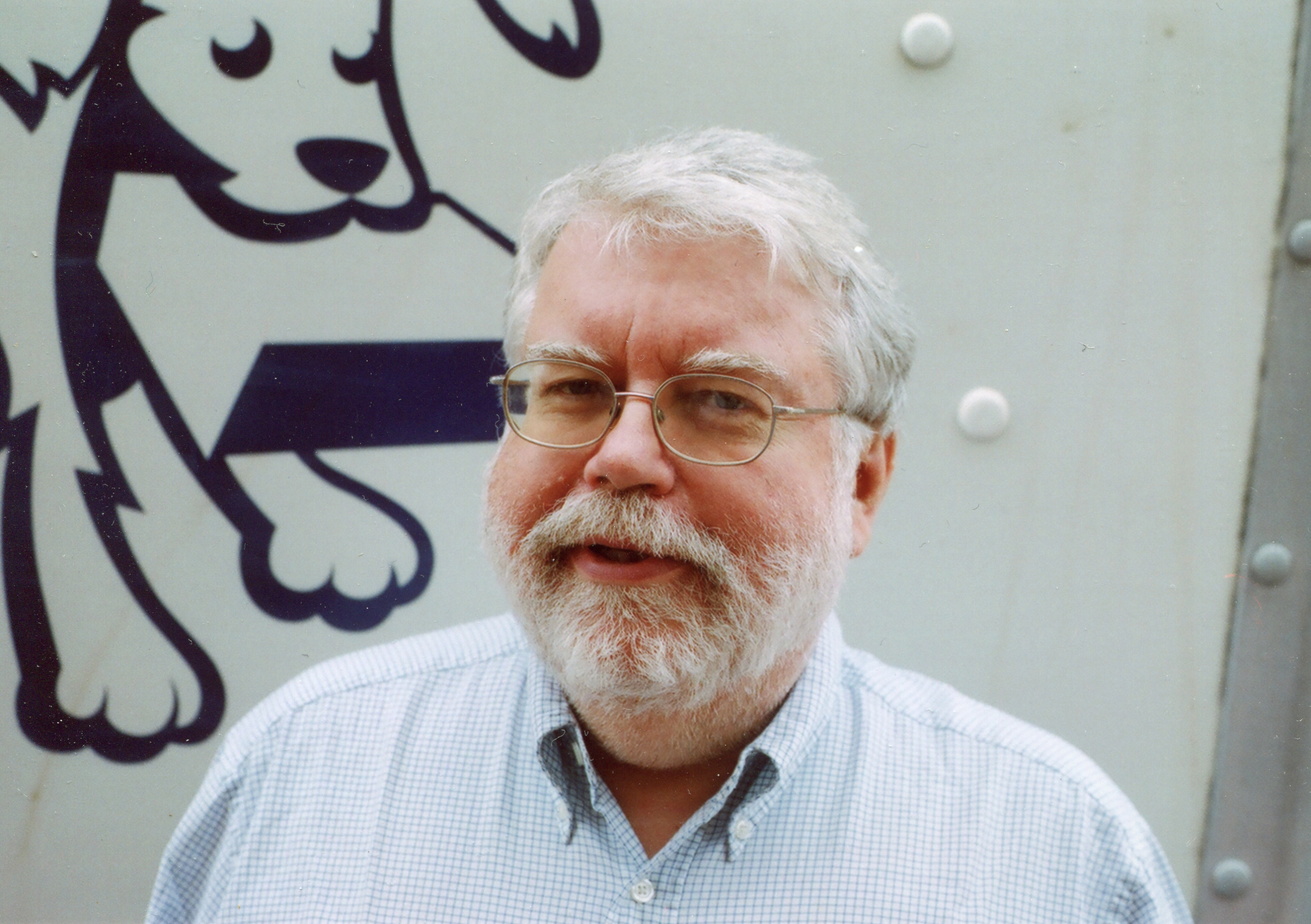
Leo Harrington, 2008

Leo Anthony Harrington (* 17. Mai 1946) ist ein US-amerikanischer Mathematiker, der sich mit mathematischer Logik und Mengenlehre beschäftigt.
Harrington wurde 1973 am Massachusetts Institute of Technology bei Gerald E. Sacks promoviert (Contributions to Recursion Theory on Higher Types). Er ist Professor an der University of California, Berkeley.
Harrington bewies 1977 mit Jeff Paris die Unentscheidbarkeit eines Satzes innerhalb der Peano-Arithmetik. 1995 war er Gödel-Lecturer (Gödel, Heidegger, and Direct Perception (or, Why I am a Recursion Theorist)).
1976 erhielt er ein Forschungsstipendium der Alfred P. Sloan Foundation (Sloan Research Fellowship). 1978 war er Gastredner auf dem Internationalen Mathematikerkongress in Helsinki (Definability theory).
Zu seinen Doktoranden zählt Ehud Hrushovski.